# Resseliella
Genre
Resseliella est un genre d'insectes diptères nématocères. L'ordre des diptères regroupe, entre autres, des espèces principalement désignées par les noms vernaculaires de mouches, moustiques, taons.

## Liste des espèces
- Resseliella aurata (Felt, 1908).
- Resseliella californica (Felt, 1914).
- Resseliella cincta (Felt, 1918).
- Resseliella cinctella (Kieffer, 1913).
- Resseliella clavula (Beutenmuller, 1892).
- Resseliella conicola (Foote, 1956).
- Resseliella coryli (Felt, 1907).
- Resseliella coryloides (Foote, 1956).
- Resseliella hudsoni (Felt, 1907).
- Resseliella lavandulae (Barnes, 1953) - cécidomyie de la lavande et du lavandin
- Resseliella liriodendri (Osten Sacken, 1862).
- Resseliella maccus (Loew, 1862).
- Resseliella oleisuga Targioni-Tozzetti - cécidomyie des écorces de l'olivier
- Resseliella perplexa (Felt, 1908).
- Resseliella pinifoliae (Felt, 1936).
- Resseliella radicis (Felt, 1936).
- Resseliella silvana (Felt, 1908).
- Resseliella theobaldi (Barnes) - cécidomyie de l'écorce du framboisier
- Resseliella tulipiferae (Osten Sacken, 1862).